# Округ Флојд (Вирџинија)
Округ Флојд (енгл. Floyd County) је округ у америчкој савезној држави Вирџинија.

## Демографија
По попису из 2010. године број становника је 15.279, што је 1.405 (10,1%) становника више него 2000. године.
| Група             | 2000.          | 2010.          |
| Белци             | 13.284 (95,7%) | 14.385 (94,1%) |
| Афроамериканци    | 277 (2,0%)     | 280 (1,8%)     |
| Азијати           | 13 (0,1%)      | 35 (0,2%)      |
| Хиспаноамериканци | 187 (1,3%)     | 412 (2,7%)     |
| Укупно            | 13.874         | 15.279         |